# Бірвінкен
Бірвінкен (нім. Birwinken) — громада  в Швейцарії в кантоні Тургау, округ Вайнфельден.

## Географія
Бірвінкен має площу 12,3 км², з яких на 8% дозволяється будівництво (житлове та будівництво доріг), 76,2% використовуються в сільськогосподарських цілях, 15,5% зайнято лісами, 0,3% не є продуктивними (річки, льодовики або гори).

## Демографія
2019 року в громаді мешкало 1340 осіб (+2,6% порівняно з 2010 роком), іноземців було 12,6%. Густота населення становила 109 осіб/км².
За віковим діапазоном населення розподілялося таким чином: 21,9% — особи молодші 20 років, 61,5% — особи у віці 20—64 років, 16,6% — особи у віці 65 років та старші. Було 538 помешкань (у середньому 2,5 особи в помешканні).
Із загальної кількості 333 працюючих 145 було зайнятих в первинному секторі, 74 — в обробній промисловості, 114 — в галузі послуг.